# Округ Адамс (Индијана)
Округ Адамс (енгл. Adams County) је округ у америчкој савезној држави Индијана.

## Демографија
По попису из 2010. године број становника је 34.387, што је 762 (2,3%) становника више него 2000. године.
| Група             | 2000.          | 2010.          |
| Белци             | 32.203 (95,8%) | 32.521 (94,6%) |
| Афроамериканци    | 46 (0,1%)      | 107 (0,3%)     |
| Азијати           | 66 (0,2%)      | 78 (0,2%)      |
| Хиспаноамериканци | 1.118 (3,3%)   | 1.412 (4,1%)   |
| Укупно            | 33.625         | 34.387         |